# Meliscaeva tribeni
Meliscaeva tribeni är en tvåvingeart som först beskrevs av Nayar 1968.  Meliscaeva tribeni ingår i släktet flickblomflugor, och familjen blomflugor. Inga underarter finns listade i Catalogue of Life.